# Aeroporto Internacional José Antonio Anzoátegui
O Aeroporto Internacional Jose Antonio Anzoategui Código IATA: BLA, Código ICAO: SVBC. É o quinto maior da Venezuela e está situado em Barcelona, estado de Anzoátegui.
É a sede da companhia aérea Avior. Possui uma estrutura de 4.964 metros quadrados (atualmente em fase de expansão), tem cafés, restaurantes, um cyber-café, espera espaçosas salas, vídeo telas, permanente galeria de arte, áreas da saúde, do sistema de segurança e de informação, veículos de aluguel Serviço de táxi de luxo. Além disso, uma área comercial, onde os usuários podem comprar prezentes, lembranças e artesanato. Este aeroporto é também chamado de "Grano de Oro no Médio venezuelana" ou "O Aeroporto Mesones".

## Características Técnicas
- Plataforma Internacional Área: 150 mt x 300 mt = 45.000 metros quadrados Capacidade: - 2 Grandes aeronaves -3 Aeronaves regular  - 3 bomba de combustível Jet-A1
- Plataforma geral são: 180 mt x 90 mt - 12 hangares com estrutura metálica - Serviços Executivos (FBO) - 22 posições abertas
- Pista 15-33 tem 3.000 metros de comprimento por 40 metros de largura. Area de escape: 50 metros.
- Pista 02-20 - Tem 2.500 metros de comprimento por 40 metros de largura. Usado para operações diurnas com aeronaves de até 5.000 libras.

## As obras de melhoria e ampliação
O projeto prevê: 
Aquisição e instalação de plataforma tecnológica. 
Novos aparelhos de raios-X, para passageiros e bagagens. 
Proporcionar apoio terreno equipamentos de segurança nos aeroportos. 
Sistemas de recuperação de auxílios visuais noite. 
Construção de cinco worms ou túneis de acesso dos passageiros. 
Restauração da antiga estação terminal de fogo. 
A construção e reabilitação de estradas internas e de vedação do perímetro do aeroporto. 
Reabilitação da pista. 
Compra de duas ambulâncias para o aeroporto bombeiros e três veículos de segurança nos aeroportos. 
Ele também concluiu a renovação e sistema de iluminação nocturna ou ajudas visuais da pista.